# 40th Anniversary Tour 2024–2025
40th Anniversary Tour 2024–2025, také zvané (An Evening with Dream Theater 40th Anniversary Tour 2024–2025) bude nadcházející koncertní turné americké progmetalové skupiny Dream Theater, která bude oslavovat 40. výročí skupiny a bude se konat od října 2024 do března 2025 po stadionech a areálech po Evropě, Jižní Americe a Severní Americe. Další termíny budou oznámeny.
Turné bylo oznámeno skupinou na sociálních sítích v dubnu 2024. Jedná se o první turné s Mikem Portnoyem, který se vrátil do skupiny po 13 letech v říjnu 2023.

## Seznam koncertů
| Datum                     | Město                 | Stát             | Místo                    |
| 1. část - Evropa          | 1. část - Evropa      | 1. část - Evropa | 1. část - Evropa         |
| ------------------------- | --------------------- | ---------------- | ------------------------ |
| 20. října 2024            | Londýn                | Anglie           | O2 Arena                 |
| 22. října 2024            | Berlín                | Německo          | Uber Eats Music Hall     |
| 23. října 2024            | Kolín nad Rýnem       | Německo          | Palladium                |
| 25. října 2024            | Milán                 | Itálie           | Forum                    |
| 26. října 2024            | Řím                   | Itálie           | Palazzo dello Sport      |
| 28. října 2024            | Mnichov               | Německo          | Zenith                   |
| 29. října 2024            | Záhřeb                | Chorvatsko       | Arena Zagreb             |
| 30. října 2024            | Bratislava            | Slovensko        | Incheba Expo             |
| 1. listopadu 2024         | Budapešť              | Maďarsko         | Budapest Arena           |
| 2. listopadu 2024         | Praha                 | Česko            | Sportovní hala Fortuna   |
| 3. listopadu 2024         | Lodž                  | Polsko           | Atlas Arena              |
| 6. listopadu 2024         | Helsinky              | Finsko           | Metro Areena             |
| 8. listopadu 2024         | Stockholm             | Švédsko          | Waterfront               |
| 9. listopadu 2024         | Oslo                  | Norsko           | Spektrum                 |
| 10. listopadu 2024        | Kodaň                 | Dánsko           | Poolen                   |
| 12. listopadu 2024        | Lucemburk             | Lucembursko      | Rockhal                  |
| 13. listopadu 2024        | Curych                | Švýcarsko        | The Hall                 |
| 14. listopadu 2024        | Lyon                  | Francie          | Hala Tony Garnier        |
| 16. listopadu 2024        | Lisabon               | Portugalsko      | MEO Arena                |
| 17. listopadu 2024        | Madrid                | Španělsko        | La Cubierta de Leganés   |
| 20. listopadu 2024        | Stuttgart             | Německo          | Beethovensaal            |
| 21, listopadu 2024        | Frankfurt nad Mohanem | Německo          | Jahrhundderthalle        |
| 23. listopadu 2024        | Paříž                 | Francie          | Adidas Arena             |
| 24. listopadu 2024        | Amsterdam             | Nizozemsko       | AFAS Live                |
| 2. část - Severní Amerika |                       |                  |                          |
| 7. prosince 2024          | Ciudad de México      | Mexiko           | Estadio Azteca           |
| 3. část - Jižní Amerika   |                       |                  |                          |
| 10. prosince 2024         | Belo Horizonte        | Brazílie         | Befly Hall               |
| 13. prosince 2024         | Rio de Janeiro        | Brazílie         | Vivo Rio                 |
| 15. prosince 2024         | São Paulo             | Brazílie         | Vibra Sao Paulo          |
| 16. prosince 2024         | Curitiba              | Brazílie         | Live Curitiba            |
| 17. prosince 2024         | Porto Alegre          | Brazílie         | Araújo Vianna            |
| 19. prosince 2024         | Buenos Aires          | Argentina        | Movistar Arena           |
| 21. prosince 2024         | Santiago de Chile     | Chile            | Movistar Arena           |
| 22. prosince 2024         | Santiago de Chile     | Chile            | Movistar Arena           |
| 4. část - Severní Amerika |                       |                  |                          |
| 7. února 2025             | Philadelphia          | USA              | The Met                  |
| 8. února 2025             | Raleigh               | USA              | Martin Marietta Center   |
| 10. února 2025            | Nashville             | USA              | Opry House               |
| 11. února 2025            | Atlanta               | USA              | Coca-Cola Roxy           |
| 12. února 2025            | Biloxi                | USA              | Hard Rock Cafe           |
| 14. února 2025            | Houston               | USA              | 713 Music Hall           |
| 15. února 2025            | Dallas                | USA              | Texas Trust CU           |
| 16. února 2025            | San Antonio           | USA              | Majestic                 |
| 18. února 2025            | Phoenix               | USA              | Arizona Financial Center |
| 19. února 2025            | Highland              | USA              | Yaamava Theater          |
| 21. února 2025            | Las Vegas             | USA              | Cosmo                    |
| 22. února 2025            | Los Angeles           | USA              | YouTube Theater          |
| 24. února 2025            | San José              | USA              | San José Civic           |
| 25. února 2025            | Sacramento            | USA              | Safe Credit Union        |
| 27. února 2025            | Seattle               | USA              | Moore Theater            |
| 28. února 2025            | Portland              | USA              | Keller Auditorium        |
| 2. března 2025            | Reno                  | USA              | Grand Sierra             |
| 4. března 2025            | Salt Lake City        | USA              | Maverick Center          |
| 6. března 2025            | Denver                | USA              | Mission Ballroom         |
| 8. března 2025            | Chicago               | USA              | Chicago Theater          |
| 9. března 2025            | Cleveland             | USA              | MGM Northfield Park      |
| 11. března 2025           | Toronto               | Kanada           | Coca-Cola Coliseum       |
| 12. března 2025           | Montréal              | Kanada           | Place des Arts           |
| 14. březen 2025           | Wallingford           | USA              | Oakdale Theater          |
| 15. březen 2025           | Boston                | USA              | Boch Center              |
| 17. březen 2025           | Rochester             | USA              | Kodak Center             |
| 18. březen 2025           | Wheeling              | USA              | Capitol Theater          |
| 19. březen 2025           | Cincinnati            | USA              | Brady Music Center       |
| 21. březen 2025           | Washington, D.C.      | USA              | The Anthem               |
| 22. března 2025           | New York              | USA              | Radio City Music Hall    |